# Vallières-sur-Fier
Pour les articles homonymes, voir Vallières.
Vallières-sur-Fier est une commune française située dans le département de la Haute-Savoie, en région Auvergne-Rhône-Alpes.
Elle est créée le 1er janvier 2019 sous le statut juridique des communes nouvelles par la fusion des communes de Val-de-Fier et de Vallières

## Géographie

### Localisation
Le chef-lieu de la commune nouvelle, Vallières, se situe au nord-ouest du département de la Haute-Savoie.

### Hydrographie

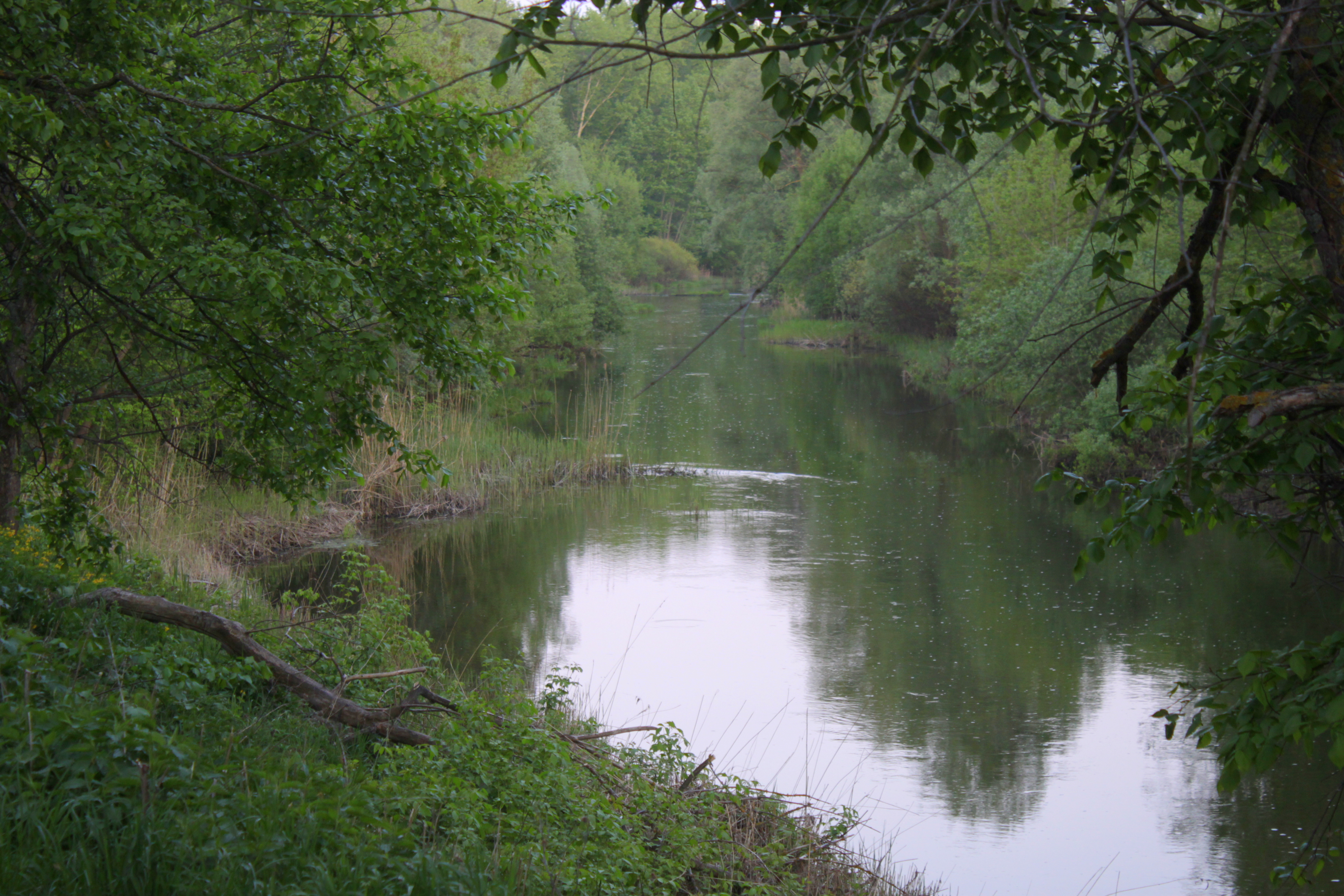
Le Fier

La commune est limitée à l'est, au sud et à l'ouest par le lit du Fier et ses gorges escarpées.
Plusieurs ruisseaux et cours d'eau y confluent, dont la Morge.

## Urbanisme

### Typologie
Au 1er janvier 2024, Vallières-sur-Fier est catégorisée bourg rural, selon la nouvelle grille communale de densité à sept niveaux définie par l'Insee en 2022.
Elle est située hors unité urbaine. Par ailleurs la commune fait partie de l'aire d'attraction d'Annecy, dont elle est une commune de la couronne,. Cette aire, qui regroupe 79 communes, est catégorisée dans les aires de 200 000 à moins de 700 000 habitants,.

## Histoire
La commune nouvelle  est créée — après le vote unanime le 4 avril 2018 des conseils municipaux de Vallières et de Val-de-Fier  — au 1er janvier 2019 par un arrêté préfectoral du 7 mai 2018, sans création de communes déléguées.
Il s'agit de la septième création de commune nouvelle dans le département,

## Politique et administration

### Rattachements administratifs et électoraux
La commune se trouve depuis sa création dans l'arrondissement d'Annecy du département de la Haute-Savoie.
Pour les élections départementales, la commune fait partie depuis 2014 du canton de Rumilly
Pour l'élection des députés, elle fait partie de la première circonscription de la Haute-Savoie.

### Intercommunalité
Vallières-sur-Fier est membre depuis sa création  — comme l'étaient les anciennes communes de Vallières et de Val-de-Fier — de la communauté de communes Rumilly Terre de Savoie, un établissement public de coopération intercommunale (EPCI) à fiscalité propre créé fin 1999  et auquel la commune a transféré un certain nombre de ses compétences, dans les conditions déterminées par le code général des collectivités territoriales.

### Liste des maires
| Période        | Période                       | Identité         | Étiquette | Qualité |
| -------------- | ----------------------------- | ---------------- | --------- | --- |
| 5 janvier 2019 | En cours (au 2 décembre 2023) | François Ravoire | DVD       | Maire de Vallières (2008 → 2018) Président de la CC Rumilly Terre de Savoie (2023 → ) Réélu pour le mandat 2020-2026 |

## Démographie
La population des anciennes communes puis de la commune nouvelle est connue par les recensements menés régulièrement par l'Insee. Ces chiffres concernent le territoire de l'actuelle commune nouvelle.
En 2025, la commune nouvelle comptait 2 739 habitants.
| 1968 | 1975  | 1982  | 1990  | 1999  | 2009  | 2014  | 2020  |
| ---- | ----- | ----- | ----- | ----- | ----- | ----- | ----- |
| 939  | 1 014 | 1 217 | 1 363 | 1 666 | 1 922 | 2 320 | 2 633 |

## Culture locale et patrimoine

### Lieux et monuments

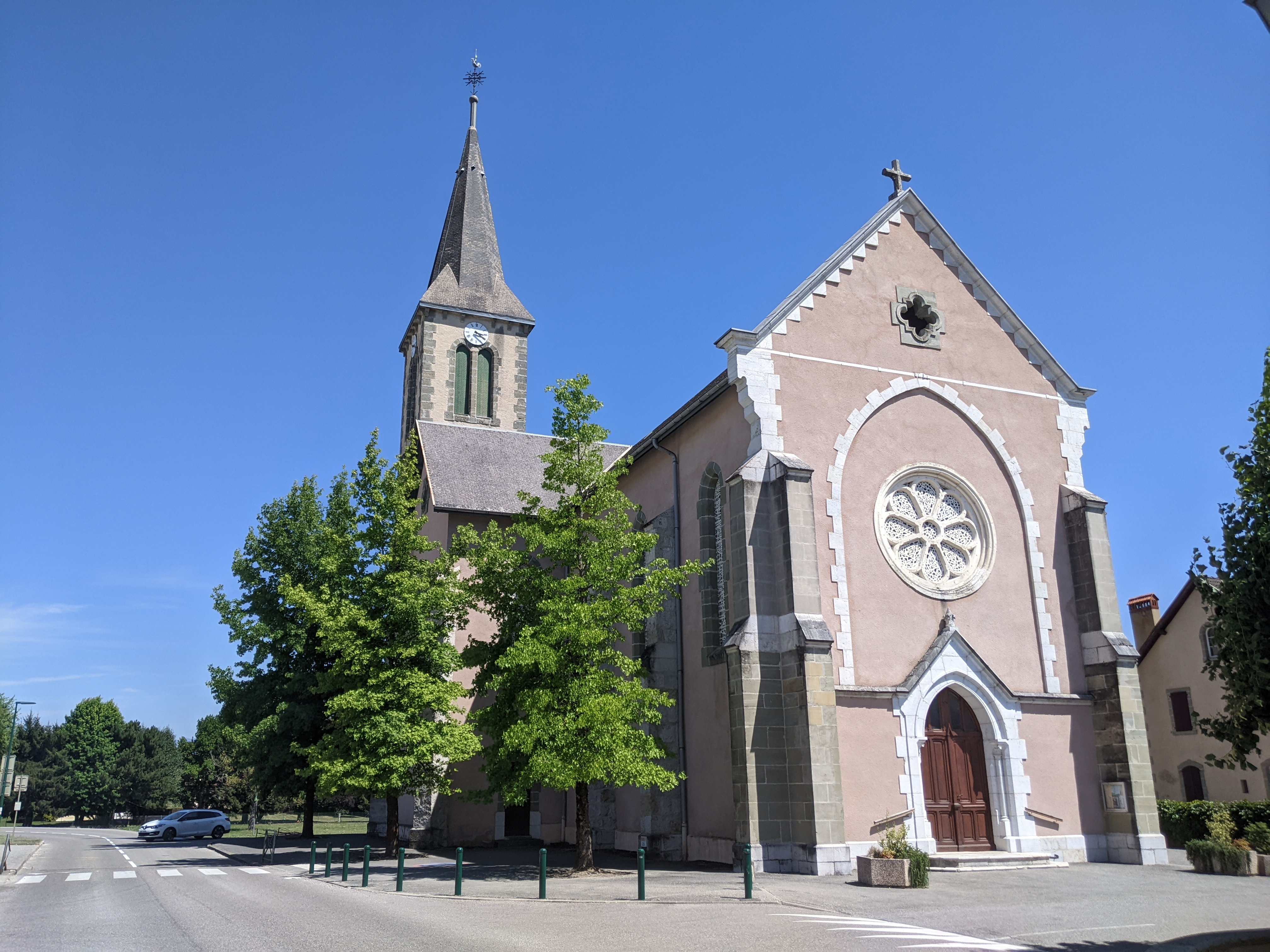
L'église Saint-François de Vallières.
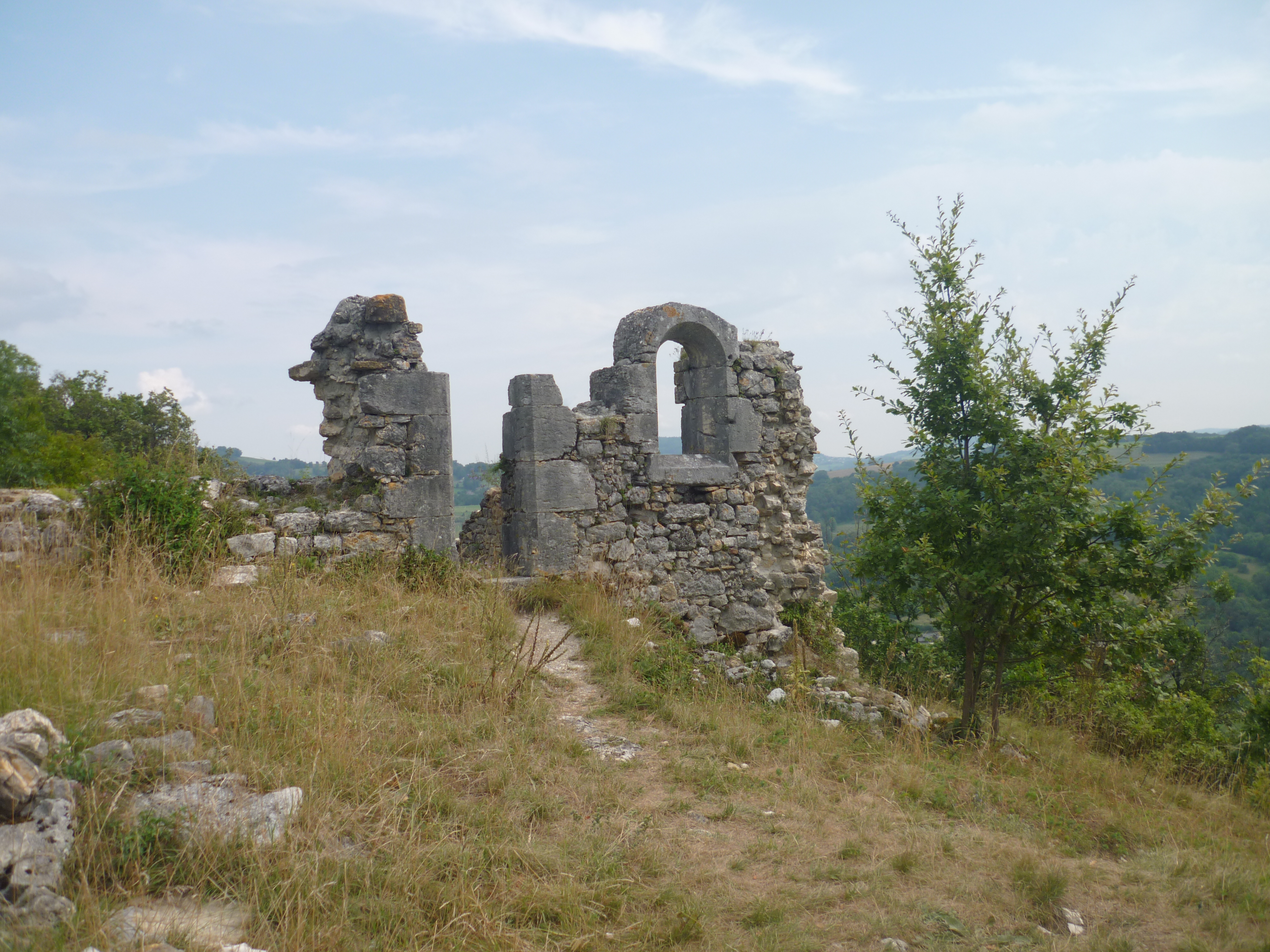
Ruines de l'église Saint-André à Val de Fier.
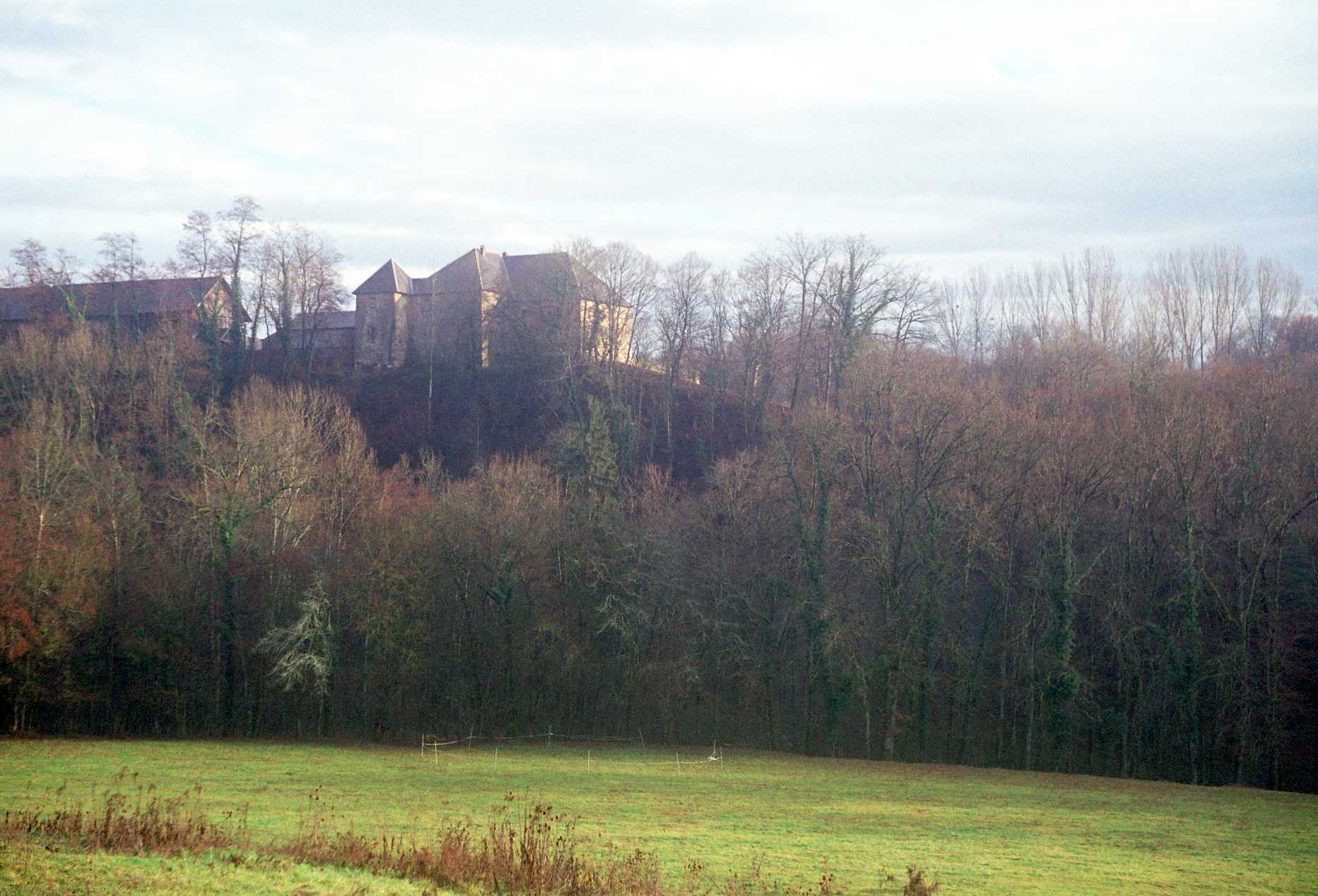
L'ancienne maison forte de Morgenex, au dessus de la Morges.
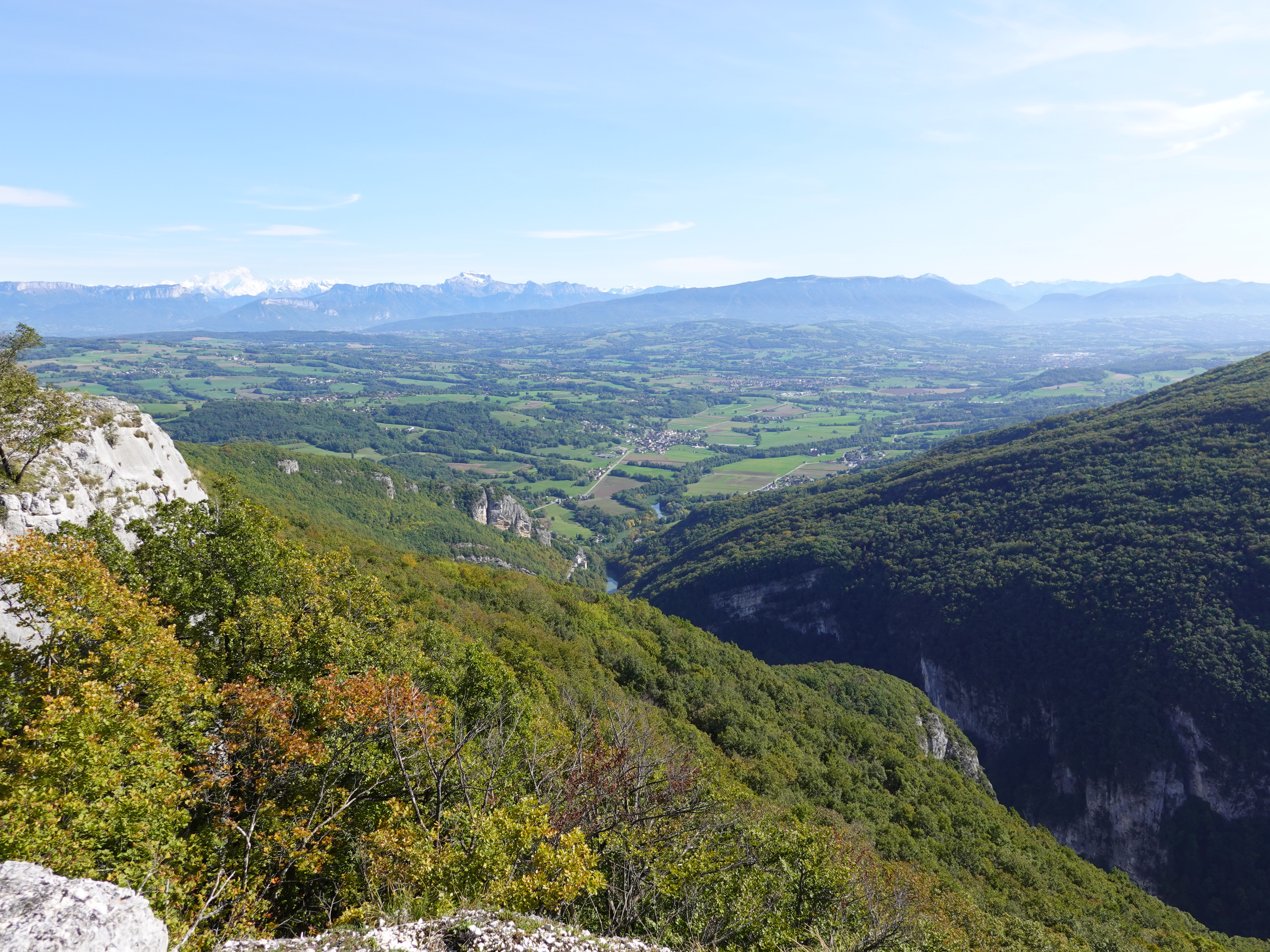
Panorama de la Montagne de Fer.
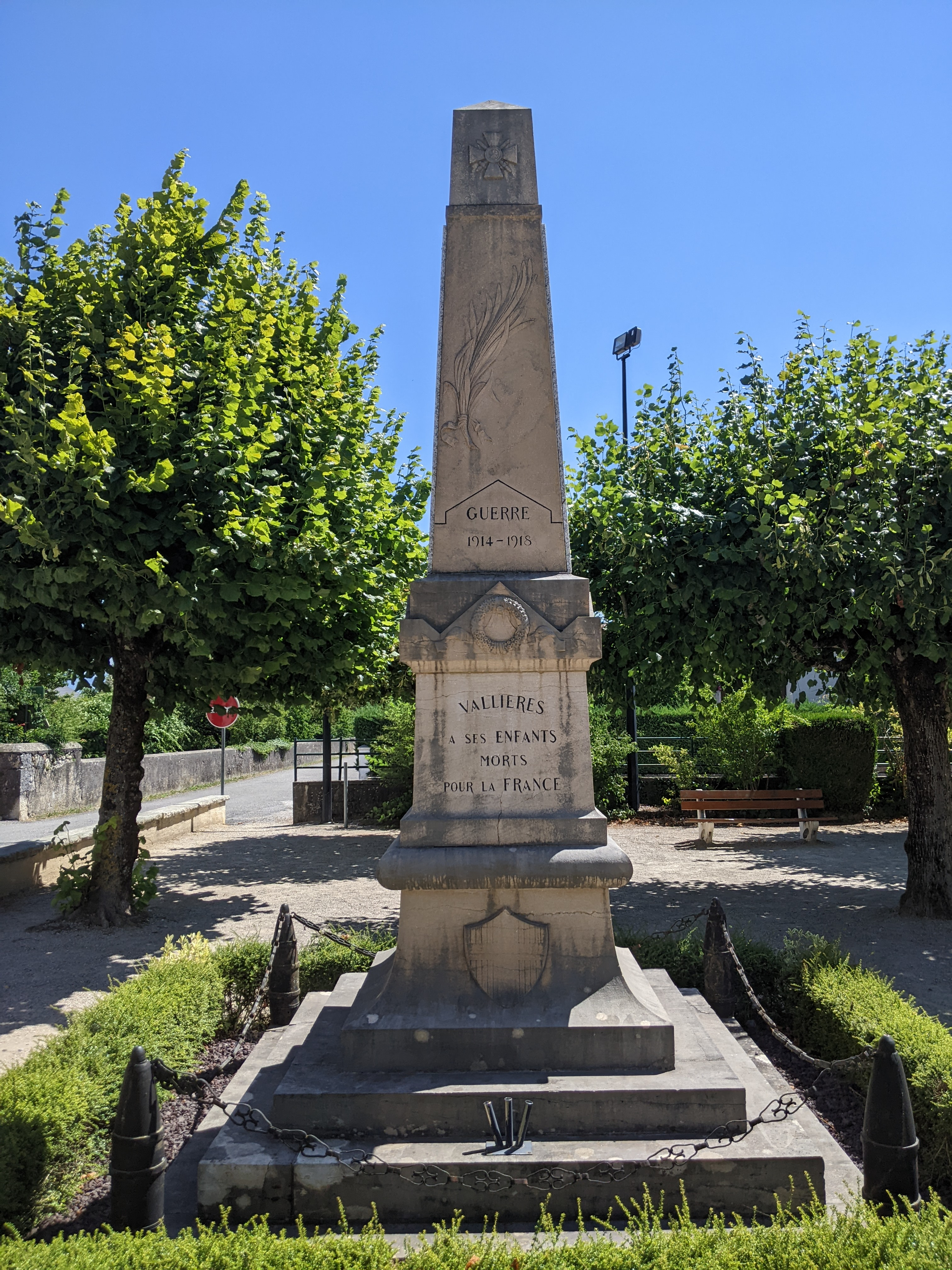
Monument aux morts de Vallières.